# ایمانالیروسو
ایمانالیروسو (به لاتین: Imanaliroso) یک منطقهٔ مسکونی در روسیه است که در شهرستان کازبکوفسکی واقع شده‌است.